# Киприан (Керн)
Архимандри́т Киприа́н (в миру Константи́н Эдуа́рдович Керн; 11 [23] мая 1899, Тула — 11 февраля 1960, Париж) — священнослужитель Сербской православной церкви, Русской зарубежной церкви (РПЦЗ); с 1936 года в Западноевропейском экзархате русских приходов (Константинопольский патриархат). Богослов, церковный историк. Доктор церковных наук (1945; тема диссертации: «Антропология святого Григория Паламы»).

## Биография
Родился в дворянской семье. Отец Эдуард Эдуардович Керн, шведских корней, был профессором и директором Лесного института в Санкт-Петербурге. Мать — из старообрядческой семьи.
Учился в Александровском лицее и на юридическом факультете Московского университета. Участвовал в гражданской войне в рядах Добровольческой армии, в 1920 года эмигрировал в Сербию через Константинополь (Галлиполи).
Окончил юридический (1922) и богословский (1925) факультеты Белградского университета. По воспоминаниям Николая Зёрнова, «в студенческие годы он был высокий, худой юноша со строгим лицом, носивший русскую рубаху навыпуск и сапоги. Эстет и поклонник Блока, он был в то-же время славянофилом, отвергавшим Запад и прихотливо соединявшим в себе романтизм с трезвенностью православной церковности. Он увлекался бытовым благочестием, так безжалостно растоптанным революцией, и был тонким ценителем красоты византийского богослужения. Поэтическая природа сочеталась в нём с острым критическим умом».
Участвовал в деятельности белградского кружка преподобного Серафима, в работе первых съездов Русского студенческого христианского движения (РСХД) в Пршерове и Хопове. Ещё будучи студентом Белградского университета, стал активно участвовать в обслуживании русского прихода. В те годы был под значительным влиянием митрополита Киевского и Галицкого Антония (Храповицкого), с 1921 года жившего в Сербии, председателя Архиерейского синода. По воспоминаниям Керна, «очень быстро Антоний стал моим авторитетом, почти кумиром. Я им увлёкся, в него влюбился, был им покорён. Я думаю, это же пережили в своё время все те поколения семинаристов и студентов, которые имели радость учиться под началом митрополита, которые им были спасены от угара революции, от пресноты безверия, от бесплодности рационализма; были — немало среди них — привлечены, чтобы не сказать увлечены в монашество и потом составили целое поколение русского учёного иночества и епископата. Я не миновал общей участи тех молодых богословов, которые встречались и беседовали с Антонием». Большое впечатление на молодого Керна произвёл также епископ Гавриил (Чепур).
В 1925—1928 годах преподавал литургику, апологетику и греческий язык в сербской Битольской семинарии, ныне Македония; одновременно являлся помощником инспектора семинарии.
17 (30) января 1927 года подал прошение сербскому митрополиту Битольскому Иосифу (Цвийовичу) о принятии монашеского пострига.
2 апреля 1927 года, в Лазареву субботу, в Мильковском монастыре (община Свилайнац, Сербия), в то время со смешанной русско-сербской братией, архимандритом Николаем (Карповым) был пострижен в монашество — с именем Киприан (по выбору митрополита Антония) в честь святителя Киприана, митрополита Киевского.
4 (17) апреля, в Вербное воскресенье, в храме Патриаршей резиденции в Белграде монах Киприан был рукоположён митрополитом Антонием во иеродиакона, а 8 (21) апреля, в Великий четверг, — во пресвитера.
Обе хиротонии происходили при сослужении митрополиту Антонию наблюдающего за делами Русской духовной миссии в Иерусалиме архиепископа Анастасия (Грибановского), которому очень понравилось, как отец Киприан читает Евангелие, произносит ектении, и он выразил желание видеть новопоставленного клирика в своём окружении, что впоследствии сыграло значительную роль при выборе кандидата для несения послушания в Палестине.
Весной 1928 года получил предложение от Синода РПЦЗ стать начальником Русской духовной миссии в Иерусалиме. Он отказался, сославшись на необходимость преподавания в семинарии и на свою принадлежность к клиру Сербской церкви. Однако Архиерейский синод РПЦЗ, не согласовав назначение (и фактический перевод в свою юрисдикцию) с иерархией Сербской церкви (епископом Иосифом (Цвийовичем)) и, несмотря на вторичный отказ самого иеромонаха Киприана, назначил его на эту должность. По воспоминаниям Керна, «епископ Иосиф узнал от самого митрополита Антония, что меня, сербского клирика, преподавателя сербской семинарии, подчинённого и сербскому архиерею, и сербскому Министерству, вдруг безо всякого сношения и предупреждения русский Синод, пользующийся гостеприимством сербов, но весьма расширительно толкующий это гостеприимство, взял да и назначил в свою церковную юрисдикцию. <…> Епископ Иосиф был огорчён именно этой беззастенчивостью наших русских архиереев».
25 июня (7 июля) 1928 года иеромонах Киприан был возведён в сан архимандрита и в ноябре того же года официально принял дела миссии.
Не сойдясь характерами с наблюдающим за делами Русской духовной миссии в Иерусалиме архиепископом Анастасием (Грибановским) (в должности с 1924 года), возвратился в Сербию, где издал монографию о бывшем начальнике миссии, видном учёном архимандрите Антонине (Капустине).
В 1931—1936 годах вновь преподавал в духовной семинарии в Битоле.
В середине 1930-х годов переосмыслил свою юрисдикционную принадлежность: «С юрисдикцией митрополита Антония я решительно порвал. Его я не переставал любить и чтить, но всю „антониевщину“, все „карловацкое“ окружение не принимало моё сердце. С русскими архиереями и в русских церквах я не служил. Меня больно коробило всё более крайнее политиканство карловчан, их невероятно провинциальное отношение к делам Русской Церкви».
С 1936 жил в Париже, находился в юрисдикции митрополита Евлогия (Георгиевского), доцент Свято-Сергиевского богословского института в Париже по кафедре литургики.
В 1936—1939 годах — настоятель Покровской церкви в Париже.
В 1940—1960 годах — настоятель церкви святых Константина и Елены в Кламаре.
С 1941 года доцент Свято-Сергиевского богословского института в Париже по кафедре патрологии.
В 1944, 1946—1948 годах — инспектор Свято-Сергиевского богословского института в Париже.
В 1945—1960 годах — профессор Свято-Сергиевского богословского института в Париже по кафедрам патрологии, литургики и пастырского богословия.
Трижды отказывался от архиерейства: митрополит Антоний (Храповицкий) и Архиерейский синод РПЦЗ хотели отправить его на кафедру в Новую Зеландию, патриарх Сербский Варнава предлагал ему быть своим викарием, а позже митрополит Владимир (Тихоницкий) просил его быть своим викарием во Франции. Игуменья Покровского монастыря в Бюсси Ольга (Слёзкина), хорошо знавшая лично отца Киприана, говорила: «И правильно делал, что отказывался. Кабинетного склада человек. Понимал, что никакой епархией он управлять не сможет».
Автор научных трудов по пастырскому богословию, литургике и патрологии. Основная работа — «Антропология св. Григория Паламы» — одна из первых в русской богословской науке монографий, посвящённых великому византийскому мистику XIV века.
В 1953 году по его инициативе и под его руководством в Свято-Сергиевском богословском институте прошёл «литургический съезд»; с этого времени подобные мероприятия с участием специалистов по литургике, принадлежавших к различным христианским конфессиям, проводились в институте ежегодно.
В начале февраля 1960 года заболел воспалением лёгких. Его духовные чада вспоминали, что он не сопротивлялся болезни, потому что устал жить: «ему было трудно жить, как другим бывает трудно восходить по лестнице», «со временем жить ему становилось всё труднее», «сил для борьбы с болезнью оставалось слишком мало». 11 февраля, отслужив последнюю литургию и причастившись Святых Таин, скончался.

## Характеристики личности и деятельности
Архимандрит Киприан был духовником писателя Бориса Зайцева, который дал ему такую характеристику: «Мистик, одиночка, облик аристократический, некое безошибочное благородство вкусов». Он же говорил об отце Киприане: «Если бы его лишили служения Литургии, он сразу зачах бы. Литургия всегда поддерживала его, воодушевляла: главный для него проводник в высший мир». Ещё одна характеристика архимандрита Киприана, данная Борисом Зайцевым: «Как исповедник он был очень милостив. Грешнику всегда сочувствовал, всегда был на его стороне. На исповеди говорил сам довольно много, всегда глубоко и с добротой. Иногда глаза его вдруг как бы расширялись, светились. Огромное очарование сияло в них: знак сильного душевного переживания».
По словам протопресвитера Александра Шмемана, «в о. Киприане были огромный нерастраченный запас личной любви, нежности, привязанности и, вместе с тем, неспособность, неумение раскрыть их. Он свободно выбрал одиночество, но им же и мучился. Он был замечательным другом, интересным собеседником, желанным гостем везде и всюду; но как скоро, помнится, — в беседе, в гостях, за столом — начинало чувствоваться нарастание в нём тревоги, стремления уйти, какого-то беспредметного беспокойства. Он точно вдруг осознавал, что все это все же „не то“, что он только гость, а гость не должен засиживаться, гость не „принадлежит“ дому, должен уйти… И вот, он уходил опять в своё одиночество, с той же неутолённой любовью, нераскрытой, неосуществившейся…» Александр Шмеман был убеждён, что «единственной подлинной радостью было в его жизни богослужение, совершение Евхаристии, мистические глубины Страстной Недели, Пасхи, праздников. Тут жила вся его — никогда не дрогнувшая — любовь к Церкви, совершенная отданность ей.»
По словам епископа Илариона (Алфеева), архимандрит Киприан «был человеком высокой культуры. Блестяще знал русскую литературу и поэзию: среди его любимых авторов — Константин Леонтьев и Александр Блок. В круг интересов отца Киприана входили и французские авторы, среди которых… он особенно выделял Леона Блуа. В последние годы жизни отец Киприан редко обращался к художественной литературе, предпочитая исторические хроники, воспоминания.»

## Труды
статьи
- R. P. F. Mercenier et Chan. Franç., Paris. «La prière des eglises de rite Byzantin» // Путь. — 1938. — № 55. — C. 82-83.
- Пастырская проблематика (к вопросу о преподавании пастырского богословия) // Путь. — 1939. — № 58. — C. 15-25.
- Тема о человеке и современность // Православная мысль. — 1948. — № 6.
- Евхаристия (главы из книги) // Журнал Московской Патриархии. 1991. — № 10. — С. 64-71.
- Пастырские искушения // Вестник пастырского семинара. 1996. — № 2. — С. 59-70.
- Дореволюционное русское духовенство за границей // Журнал Московской Патриархии. 1993. — № 11. — С. 60-72.
- Митрополит Антоний Храповицкий // Журнал Московской Патриархии. 1996. — № 9. — С. 52-59.
- Памяти архимандрита Антонина (Капустина) (1817—1894) // Журнал Московской Патриархии. 1997. — № 5. — С. 30-37.
- Ангелы, иночество, человечество: К вопросу об ученом монашестве: (Речь на годичном акте Правосл. Богосл. ин-та в Париже 8 февр. 1942 г.) // Церковь и время. 1998. — № 1 (4). — С. 135—153
- Слово в день Всех святых, просиявших в земле Русской // Церковь и время. 2000. — № 1 (10). — С. 163—165
- Семь слов о молитве Господней // Церковь и время. 2000. — № 1 (10). — С. 166—184
- Письма к Марине Феннелл // Церковь и время. 2000. — № 1 (10). — С. 189—207.

книги
- Крины молитвенные. Белград, 1928.
  - «Взгляните на лилии полевые: Курс лекций по литургическому богословию». Решма: Макариев-Решемская обитель, 1999.
- Отец Антонин Капустин. Белград, 1934.
  - «Отец Антонин Капустин, архимандрит и начальник Русской духовной миссии в Иерусалиме (1817—1894)». М., 1997
- Левитство и пророчество как типы пастырствования. Париж, 1938.
- Ангелы, иночество, человечество. Париж, 1942.
- Евхаристия. Париж, 1947. (Имеются и другие издания: в частности, М., 1995; М., 1999)
- Антропология святого Григория Паламы. Париж, 1950. (2-е издание — М., 1996)
- Православное пастырское служение. Клин, 2002 (Имеются и другие издания: в частности, — Париж, 1957; СПб., 1996; СПб, 2000).
- Les traductions russes des textes patristiques. — Chevetogne. 1957.
- Золотой век святоотеческой письменности. Париж, 1967. (2-е издание — М., 1995)
- Патрология: Лекции. Ч.1. Париж; М., 1996
- Литургика: Гимнография и эортология. М., 1997.
- Воспоминания о митрополите Антонии (Храповицком) и епископе Гаврииле (Чепуре). — М., 2002.
- Восхождение к Фаворскому свету. М., 2007.
- О лицах, событиях, встречах: Записки архимандрита Киприана (Керна). — М.: Издательство ПСТГУ, 2021. — 978-5-7429-1344-3